# Додд, Лес
Лес Додд (англ. Les Dodd; род. 1954) — английский бывший профессиональный игрок в снукер и комментатор этой игры, теперь — тренер, руководитель собственного снукерного центра.

## Карьера
Додд начал играть в снукер в 8 лет. Он был успешным юниором и выигрывал много любительских турниров. В профессиональном снукере достижения Додда скромнее, лучший его результат — финал English Professional Championship, где он уступил Тони Мео со счётом 5:9. Лес трижды играл в финальной стадии чемпионата мира, но ни разу не пробивался даже в 1/8 финала. Кроме того, он играл в четвертьфинале по крайней мере одного рейтингового турнира — British Open в 1990 году. Лучшее место Додда в мировом рейтинге — 31-е (сезон 1983/84 — 49 игроков, состоящих в рейтинг-листе). Поэтому можно сказать, что предпочтительнее выглядит 40-е место Додда в рейтинге в сезоне 1991/92 при более чем 150 игроках, подвергнутых ранжированию.
Лес Додд некоторое время был снукерным комментатором. Также он основал крупный снукерный центр, который был официально открыт семикратным чемпионом мира Стивеном Хендри 17 октября 1999 года. Сейчас центр насчитывает более пятисот участников.
В 2007, 2010 и 2011 годах Додд принимал участие предварительной квалификации к чемпионату мира.